# Федерико Бенковић
Федерико Бенковић (Далмација, 1667 — Горица, 1753) био је италијански и хрватски барокни сликар и графичар.

## Биографија
Рођен је 1667. године у данашњој Хрватској. Тачно место рођена није познато (Омиш, Шибеник, Брач, Дубровник. Рођен је у хрватској породици. Познат је био и под именом - Федерико из Далмације.
Сликарство је учио у једној од бројних венецијанских сликарских школа. Од 1695. године похађао је школу Карла Цигнанија у Болоњи, које му је омогућио рођак, Гаетано Бенковић - Орсино, бечки дворски певач. 
Као ученик, 1706. године, имао је част да помаже свом учитељу, Карлу Цигнанију, код осликавања Фрески Успења Пресвете Богородице на куполи катедрале у Форлиу.
Умро је 8. јула 1753. године.

## Каријера
Први самостални рад, „Јуно на облацима“, насликао је 1705. године.
1710. године, осликао фреску Светог Андреја на крсту олтара, Светог Вартоломеја, Светог Каролоса Боромеја, Свете Луција и Светог Аполона за цркву у Болоњи. 
До 1715. године, био је у служби надбискупа Лотара Франза где је требало  да заврши четири уметничке дела за дворску цркву у Вирсбургу, Немачкој. Насликана дела за дворску резиденцију, била су: „Мојсије и Арон пред фараоном“, „Јефтина жртва“, „Саламонов суд“  и „Јакоб и Рахела“.
Између 1735. и 1740. године, радио је у Италији, о чему свједочи његова олтарна слика „Полагање у гроб“ у цркви у Борго Сан Гиацамо (итал. Borgo San Giacomo).
Изгубивши своје контакте у Бечу, и маргинизован од стране конкуренције и наручиоце, провео је своје посљедње дане у резиденцији грофа Атемса у Горици. У то време настала су његова посљедња дела, „Богородица са свецима“ , „Богородица са монахињама“ и „Петрово ослобођење“.

## Период након смрти
Након смрти, Бенковић је пао у потпуну анонимност, због чега су многа његова дела приписивана другим уметницима као што су: Пиазти, Цигнани и други северно-италијански сликарим. 
Тек у 20. веку је његов сликарски изричај поновно је постао препознатљив и цењен.

## Занимљивости
Монументална слика, „Абрахам жртвује Исака“ , коју је Бенковић радио за дворац Померсфелден у Немачкој, данас се налази у Стросмајеровој Галерији у Загребу.
Чудесан пут је прошла ова слика, дошла преко Француске, где је из дворца однесена као део ратног плена Наполеонових војника па преко Енглеске где је купљена у аукцијској кући. 
Захваљујући Друштву пријатеља Стросмаиерове галерије, слика је купљена 1936. године смештена у Загреб. 
Све до тог времена, ова слика је приписивана венецијанском сликару Пиазетију.